# Germaine Boy
Pour les articles homonymes, voir Boy.
Germaine Boy, née le 9 octobre 1884 à Paris dans le 10e arrondissement et morte le 5 septembre 1971 à Colombes (Hauts-de-Seine), est une peintre et professeur de dessin française.

## Biographie
Germaine Yvonne Suzanne Boy est la fille d'Edmond Simon Boy, fabricant de papier et photographe, et de Louise Léonie Joignaux. Elle réside au 5 rue Lebouteux dans le 17e arrondissement en 1906, au 96 rue des Bois de Colombes à La Garenne-Colombes en 1911.

### Formation et expositions
Élève de Marie Latruffe-Colomb et de Marthe Bougleux (miniaturistes), de Mathilde Delattre (aquarelliste), d'Émile Cagniart (paysagiste), d'Édouard Cuyer (anatomiste dont elle suit probablement l'enseignement à l'Ecole nationale des arts décoratifs) et d'Abel Chancel, elle expose aquarelles et bois peints aux Salons de 1904 à 1924. Elle obtient en 1906 le 1er prix du concours général de dessin de la ville de Paris et est récompensée au Salon d'une mention honorable en 1907 et d'une médaille de troisième classe en 1911. Elle est Sociétaire en 1907. Elle reçoit en 1910 le prix Ocampo (prix d'art décoratif du salon de l'Union des femmes peintres et sculpteurs). En 1915, elle reçoit un prix de la Société d'encouragement à l'art et à l'industrie,. Dans les Salons ses œuvres décoratives et d'ornement sont remarquées, aux côtés de celles d'Isabelle Onslow. Ses aquarelles, souvent présentées sur panneaux, évoluent dans le style de l'Art nouveau.

### Enseignement
Elle enseigne dès 1911 à la mairie de Paris. En 1917, elle est professeur spécial d'aquarelle à l'école municipale de commerce pour jeunes filles de la rue d'Abbeville (10e arrondissement) et par ailleurs, de 1919 à 1938 au moins, enseigne l'aquarelle à l'école municipale de dessin et d'art appliqués à l'industrie, rue Duperré, 9e arrondissement (anciennement école professionnelle Élisa Lemonnier). L'enseignement occupe alors une place importante et sa présence se raréfie dans les Salons. En 1926, elle est nommée officier d'Académie et en 1938 chevalier de la Légion d'Honneur, en qualité d'enseignante. Dans les années 1960, elle habite au 15 rue de Berne dans le 9e arrondissement de Paris, chez la directrice de l'école de la rue Duperré.

### École de Savièse
Germaine Boy fait partie des artistes rattachés à l'École de Savièse, et des quelques femmes qui le sont. Elle passe de nombreux séjours estivaux en Valais (Suisse) à partir des années 1910 et jusqu'au milieu des années 1960 ; Isabelle Onslow l'y accompagne dès les années 1920. Elle y peint sur le motif, et fréquente les artistes liés à ce contexte. Elle travaille désormais principalement à l'aquarelle et à la gouache. Elle s'attelle à dépeindre la ruralité, les costumes et les traditions de cette région, majoritairement à travers des représentations féminines.
Elle meurt à Colombes à l'âge de 86 ans. Elle est inhumée le 9 septembre 1971 dans le caveau familial du cimetière du Père-Lachaise.

## Salons

### Salon des artistes français
- 1904[3] ;
- 1905 Poissons, projet de frise décorative (n ° 4771)[3] ;
- 1906 Roses et lilas (n° 1874, aquarelle), Chardons argentés (n°1875, aquarelle) et Frise décorative[14] ;
- 1907 Frise décorative (mention honorable, arts décoratifs)[6] ;
- 1908 Chrysanthèmes (aquarelle)[15] ;
- 1909[3] ;
- 1910 Le Malheur (n° 5104, panneau décoratif) et Canards sauvages (n° 5105, panneau décoratif)[16] ;
- 1911 Roses blanches (n° 2102, aquarelle), Cygnes (n° 5029, panneau décoratif) et n° 5030 (panneau décoratif), (3e médaille, arts décoratifs)[7] ;
- 1912 Coin d'atelier (n° 2098, aquarelle)[3] ;
- 1913 Papavers (n° 2046, aquarelle), Etude (n° 2047, aquarelle), Dindons (n° 5203, panneau décoratif) et Petite Saviesanne (n° 5204, panneau décoratif) (bois pyrogravés et peints)[17] ;
- 1913[3] ;
- 1914 Savièse (n° 5505, panneau décoratif) et Pavots (n° 5506, panneau)[18] ;
- 1920 Un paravent (n° 4168)[19] ;
- 1921 Un paravent (n° 4752)[20] ;

### Salon de l'Union des femmes peintres et sculpteurs
- 1906 (arts décoratifs)[21] ;
- 1907 (médaille de bronze, arts décoratifs)[3] ;
- 1908[3] ;
- 1909 (prix Ocampo, art décoratif)[3] ;
- 1910 Banquette d'atelier[22] ;
- 1911 Vent du Large (aquarelle sur panneau)[3] ;
- 1912[3] ;
- 1913[23] ;
- 1914 Petite Saviésanne (n° 189), Evolène (n° 190)[3] et Panneaux d'art décoratif (pyrogravure coloriée)[24] ;
- 1917[3] ;
- 1918[3] ;
- 1919[3] ;
- 1921 Panneau décoratif (n° 146), Paysage (n° 147) et Illustrations (n° 148)[25],[3] ;
- 1922 Frise, Savièse (Suisse) (tempera, n° 138)[3].

### Autres expositions

#### Exposition industrielle internationale de Toulouse
- 1908[3].

#### Salon du Syndicat des artistes femmes peintres et sculpteurs d'Enghien-les-Bains
- 1909 Village de St-Côme de Fresné (peinture)[26].

#### Salon de laSociété des artistes décorateurs
- 1923 Quatre reliures (n° 81), Un projet de tapisserie au petit point (n° 82) et Un paysage décoratif (n° 83)[3] ;
- 1924 Un paravent brodé et Un tableau décoratif[3].

## Postérité

### Expositions rétrospectives

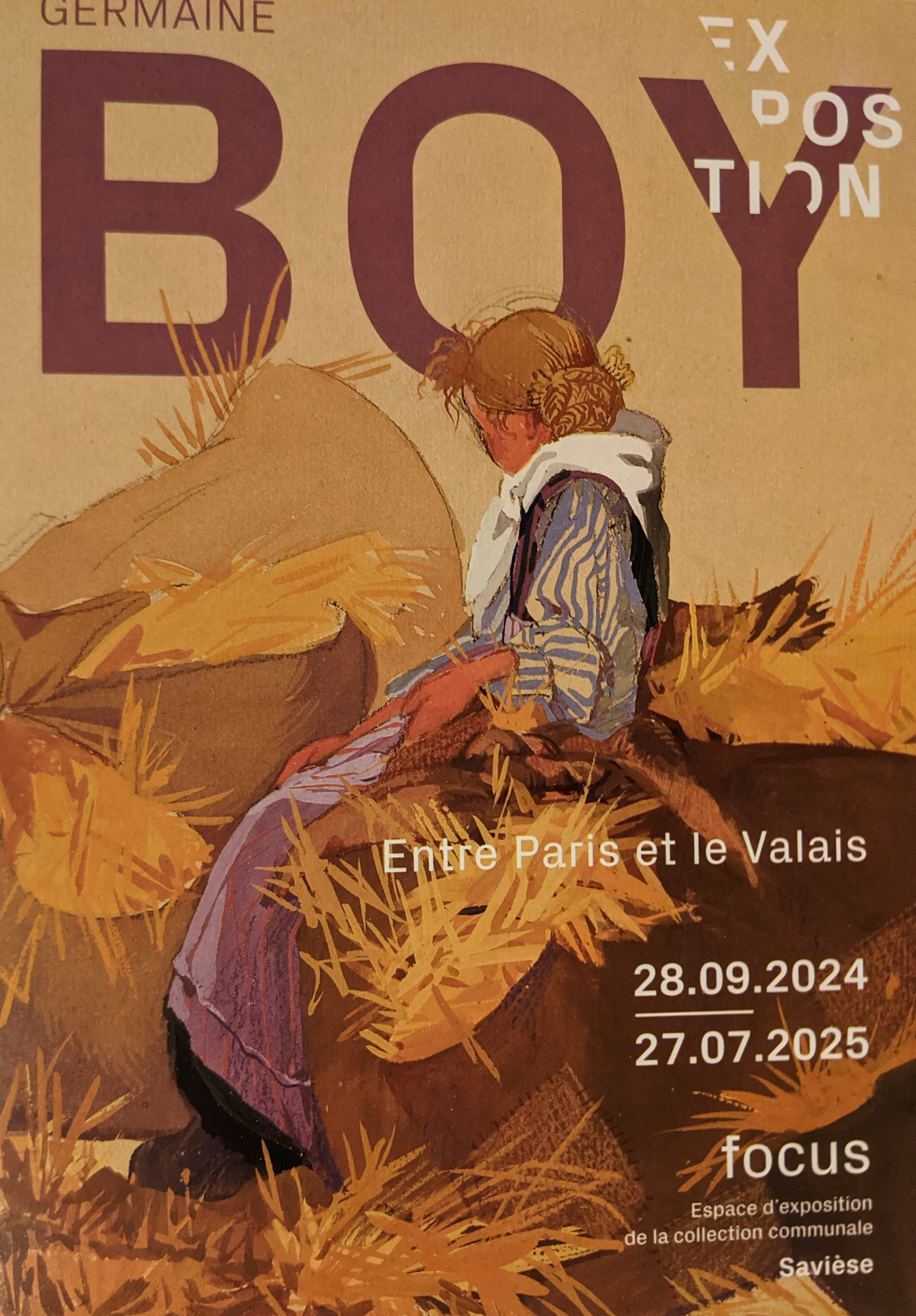
Germaine Boy, Jeune paysanne du Valais parmi des toiles remplies de gerbes, crayon graphite et gouache sur papier, ca 1925, flyer de l'exposition rétrospective 2024-2025, Savièse (Suisse)

- du 18 avril au 8 septembre 2013, exposition L'Art Nouveau, la Révolution décorative à la Pinacothèque de Paris[3]: Vent du Large
- du 2 septembre 2022 au 30 juillet 2023, École de Savièse et artistes (re)connues, Savièse, Espace d'exposition de la collection communale[27].
- depuis le 2 septembre 2022, Saisons. Sélection d'œuvres d'artistes rattachés à l'École de Savièse, Savièse, Espace d'exposition de la collection communale[28],[29].
- du 28 septembre 2024 au 27 juillet 2025, Germaine Boy. Entre Paris et le Valais, Savièse, Espace d'exposition de la collection communale[30].

### Chanson
En 2023 l'auteure-compositrice-interprète valaisanne Milla crée une chanson dédiée à Germaine Boy et Isabelle Onslow, intitulée Le Vent du Large, célébrant leurs séjours réguliers et leur attachement à la région et ses habitants, en s'inspirant de l'œuvre éponyme (1911) de la première et des poèmes de la seconde.

## Collections
- Municipalité de Savièse[33]
- Sion, Musée d'art du Valais[34]

## Distinctions
- Officier d'académie (25 juillet 1926)[35]
- Chevalier de la Légion d'honneur (5 août 1938)[12].